# Kattenstaartdikpoot
De kattenstaartdikpoot (Melitta nigricans) is een vliesvleugelig insect uit de familie Melittidae. De wetenschappelijke naam van de soort is voor het eerst geldig gepubliceerd in 1905 door Alfken.